# Enzo Maccarinelli
Enzo Maccarinelli est un boxeur britannique né le 20 août 1980 à Swansea, Pays de Galles.

## Carrière
Il devient champion du monde des lourds-légers WBO par intérim le 8 juillet 2006 en battant par arrêt de l'arbitre à la 9e reprise l’ancien champion WBC Marcelo Fabian Dominguez. Le champion à part entière de la catégorie, son compatriote Johnny Nelson, annonce sa retraite le 22 septembre 2006 faisant alors de Maccarinelli l'unique champion WBO.
Le gallois conserve sa ceinture face à Mark Hobson, Bobby Gunn, Wayne Braithwaite puis Mohamed Azzaoui mais s'incline le 8 mars 2008 à Londres face à David Haye au second round lors du combat de réunification des ceitntures WBA, WBC et WBO.